# Premi e riconoscimenti delle Bolbbalgan4
Questa è una lista dei premi e dei riconoscimenti ricevuti dalle Bolbbalgan4, duo sudcoreano che ha debuttato nell'aprile 2016 sotto la Shofar Music.

## Asia Artist Award
| Anno | Ricevente   | Premio                                  | Risultato       | Fonti |
| ---- | ----------- | --------------------------------------- | --------------- | ----- |
| 2017 | Bolbbalgan4 | Best Entertainer Award (Music Category) | Vincitore/trice | [ 1 ] |

## Circle Chart Music Award
| Anno | Ricevente                        | Premio                       | Risultato       | Fonti       |
| ---- | -------------------------------- | ---------------------------- | --------------- | ----------- |
| 2017 | "Tell Me You Love Me"            | Song of the Year – December  | Candidato/a     | [ 2 ] [ 3 ] |
| 2017 | Bolbbalgan4                      | Indie Discovery of the Year  | Vincitore/trice | [ 2 ] [ 3 ] |
| 2018 | "We Loved" (con 20 Years Of Age) | Song of the Year – June      | Candidato/a     | [ 4 ]       |
| 2018 | "Some"                           | Song of the Year – September | Candidato/a     | [ 4 ]       |
| 2019 | "#First Love" (con Dingo)        | Song of the Year – January   | Candidato/a     | [ 5 ]       |
| 2019 | "Travel"                         | Song of the Year – May       | Vincitore/trice | [ 5 ]       |
| 2020 | "Bom"                            | Song of the Year – April     | In attesa       |             |
| 2020 | "Stars Over Me"                  | Song of the Year – April     | In attesa       |             |
| 2020 | "Workaholic"                     | Song of the Year – September | In attesa       |             |

## Genie Music Award
| Anno | Ricevente        | Premio                         | Risultato   | Fonti |
| ---- | ---------------- | ------------------------------ | ----------- | ----- |
| 2018 | Red Diary Page.2 | Best Digital Album of the Year | Candidato/a | [ 6 ] |
| 2018 | "Travel"         | The Top Music                  | Candidato/a | [ 6 ] |
| 2018 | "Travel"         | The Vocal Artist (Female)      | Candidato/a | [ 6 ] |
| 2018 | Bolbbalgan4      | The Top Best Selling Artist    | Candidato/a | [ 6 ] |
| 2018 | Bolbbalgan4      | Genie Music Popularity Award   | Candidato/a | [ 6 ] |
| 2019 | Bolbbalgan4      | The Top Artist                 | Candidato/a | [ 7 ] |
| 2019 | Bolbbalgan4      | The Female Group               | Candidato/a | [ 7 ] |
| 2019 | Bolbbalgan4      | Genie Music Popularity Award   | Candidato/a | [ 7 ] |
| 2019 | Bolbbalgan4      | Global Popularity Award        | Candidato/a | [ 7 ] |

## Golden Disc Award
| Anno | Ricevente             | Premio                                     | Risultato       | Fonti  |
| ---- | --------------------- | ------------------------------------------ | --------------- | ------ |
| 2017 | Bolbbalgan4           | Rookie of the Year                         | Vincitore/trice | [ 8 ]  |
| 2017 | Bolbbalgan4           | Popularity Award                           | Candidato/a     | [ 8 ]  |
| 2017 | Bolbbalgan4           | Asian Choice Popularity Award              | Candidato/a     | [ 8 ]  |
| 2018 | "Tell Me You Love Me" | Digital Daesang                            | Candidato/a     | [ 9 ]  |
| 2018 | "Tell Me You Love Me" | Digital Bonsang                            | Vincitore/trice | [ 9 ]  |
| 2018 | Bolbbalgan4           | Genie Popularity Award                     | Candidato/a     | [ 9 ]  |
| 2018 | Bolbbalgan4           | Global Popularity Award                    | Candidato/a     | [ 9 ]  |
| 2019 | "Travel"              | Digital Daesang                            | Candidato/a     | [ 10 ] |
| 2019 | "Travel"              | Digital Bonsang                            | Vincitore/trice | [ 10 ] |
| 2019 | Bolbbalgan4           | Popularity Award                           | Candidato/a     | [ 10 ] |
| 2019 | Bolbbalgan4           | NetEase Music Global Star Popularity Award | Candidato/a     | [ 10 ] |
| 2020 | "Bom"                 | Digital Daesang                            | In attesa       |        |

## Korean Music Award
| Anno | Ricevente   | Premio                 | Risultato       | Fonti  |
| ---- | ----------- | ---------------------- | --------------- | ------ |
| 2017 | "Galaxy"    | Song of the Year       | Vincitore/trice | [ 12 ] |
| 2017 | "Galaxy"    | Best Pop Song          | Candidato/a     | [ 12 ] |
| 2017 | Bolbbalgan4 | New Artist of the Year | Candidato/a     | [ 12 ] |

## Melon Music Award
| Anno | Ricevente                                        | Premio                | Risultato       | Fonti  |
| ---- | ------------------------------------------------ | --------------------- | --------------- | ------ |
| 2016 | Bolbbalgan4                                      | Best New Artist Award | Candidato/a     | [ 13 ] |
| 2016 | "Galaxy"                                         | Best Indie            | Vincitore/trice | [ 13 ] |
| 2017 | Red Diary Page.1                                 | Best Album Award      | Candidato/a     | [ 14 ] |
| 2017 | "Tell Me You Love Me"                            | Best Song Award       | Candidato/a     | [ 14 ] |
| 2017 | Bolbbalgan4                                      | Best Artist Award     | Candidato/a     | [ 14 ] |
| 2017 | Bolbbalgan4                                      | Top 10 Artists        | Vincitore/trice | [ 14 ] |
| 2017 | Bolbbalgan4                                      | Kakao Hot Star Award  | Candidato/a     | [ 14 ] |
| 2017 | "Lost Without You" (Mad Clown feat. Bolbbalgan4) | Best Rap / Hip Hop    | Candidato/a     | [ 14 ] |
| 2017 | "You and I From the Beginning"                   | Best OST              | Candidato/a     | [ 14 ] |
| 2018 | Red Diary Page.2                                 | Best Album Award      | Candidato/a     | [ 15 ] |
| 2018 | "Travel"                                         | Best Song Award       | Candidato/a     | [ 15 ] |
| 2018 | Bolbbalgan4                                      | Best Artist Award     | Candidato/a     | [ 15 ] |
| 2018 | Bolbbalgan4                                      | Top 10 Artists        | Vincitore/trice | [ 15 ] |
| 2018 | Bolbbalgan4                                      | Kakao Hot Star Award  | Candidato/a     | [ 15 ] |
| 2019 | Puberty Book Ⅰ Bom                               | Best Album Award      | Candidato/a     | [ 16 ] |
| 2019 | "Bom"                                            | Best Song Award       | Candidato/a     | [ 16 ] |
| 2019 | Bolbbalgan4                                      | Best Artist Award     | Candidato/a     | [ 16 ] |
| 2019 | Bolbbalgan4                                      | Top 10 Artists        | Vincitore/trice | [ 16 ] |

## Mnet Asian Music Award
| Anno | Ricevente                      | Premio                         | Risultato       | Fonti         |
| ---- | ------------------------------ | ------------------------------ | --------------- | ------------- |
| 2016 | Bolbbalgan4                    | Artist of the Year             | Candidato/a     | [ 17 ]        |
| 2016 | Bolbbalgan4                    | Best New Female Artist         | Candidato/a     | [ 17 ]        |
| 2017 | Bolbbalgan4                    | Artist of the Year             | Candidato/a     | [ 18 ]        |
| 2017 | "Tell Me You Love Me"          | Song of the Year               | Candidato/a     | [ 18 ]        |
| 2017 | "Tell Me You Love Me"          | Best Vocal Performance – Group | Vincitore/trice | [ 18 ]        |
| 2017 | "You and I From the Beginning" | Best OST                       | Candidato/a     | [ 18 ]        |
| 2018 | "Travel"                       | Song of the Year               | Candidato/a     | [ 19 ] [ 20 ] |
| 2018 | "Travel"                       | Best Vocal Performance – Group | Candidato/a     | [ 19 ] [ 20 ] |
| 2019 | "Bom"                          | Song of the Year               | Candidato/a     | [ 21 ]        |
| 2019 | "Bom"                          | Best Vocal Performance – Group | Vincitore/trice | [ 21 ]        |
| 2019 | Bolbbalgan4                    | Worldwide Fans’ Choice Top 10  | Candidato/a     | [ 21 ]        |

## Seoul Music Award
| Anno | Ricevente   | Premio               | Risultato       | Fonti  |
| ---- | ----------- | -------------------- | --------------- | ------ |
| 2018 | Bolbbalgan4 | Daesang Award        | Candidato/a     | [ 22 ] |
| 2018 | Bolbbalgan4 | Bonsang Award        | Vincitore/trice | [ 22 ] |
| 2018 | Bolbbalgan4 | Popularity Award     | Candidato/a     | [ 22 ] |
| 2018 | Bolbbalgan4 | Hallyu Special Award | Candidato/a     | [ 22 ] |
| 2019 | Bolbbalgan4 | Bonsang Award        | Candidato/a     | [ 23 ] |
| 2019 | Bolbbalgan4 | Popularity Award     | Candidato/a     | [ 23 ] |
| 2019 | Bolbbalgan4 | Hallyu Special Award | Candidato/a     | [ 23 ] |
| 2020 | Bolbbalgan4 | Bonsang Award        | In attesa       |        |
| 2020 | Bolbbalgan4 | Ballad Award         | In attesa       |        |
| 2020 | Bolbbalgan4 | Popularity Award     | In attesa       |        |
| 2020 | Bolbbalgan4 | Hallyu Special Award | In attesa       |        |

## Soribada Best K-Music Award
| Anno | Ricevente   | Premio                    | Risultato       | Fonti  |
| ---- | ----------- | ------------------------- | --------------- | ------ |
| 2018 | Bolbbalgan4 | Daesang Award             | Candidato/a     | [ 24 ] |
| 2018 | Bolbbalgan4 | Bonsang Award             | Vincitore/trice | [ 24 ] |
| 2018 | Bolbbalgan4 | Popularity Award (Female) | Candidato/a     | [ 24 ] |
| 2019 | Bolbbalgan4 | Bonsang Award             | Candidato/a     | [ 25 ] |
| 2019 | Bolbbalgan4 | Popularity Award (Female) | Candidato/a     | [ 25 ] |